# Llista d'asteroides/202901-203000
| Nom      | Designació provisional | Data de descobriment   | Lloc de descobriment | Descobridor/s                        |
| -------- | ---------------------- | ---------------------- | -------------------- | ------------------------------------ |
| 202901 - | 1995 OJ17              | 30 de juliol de 1995   | Kitt Peak            | Spacewatch                           |
| 202902 - | 1995 SC13              | 18 de setembre de 1995 | Kitt Peak            | Spacewatch                           |
| 202903 - | 1995 SD52              | 26 de setembre de 1995 | Kitt Peak            | Spacewatch                           |
| 202904 - | 1995 UF23              | 19 d'octubre de 1995   | Kitt Peak            | Spacewatch                           |
| 202905 - | 1995 UE31              | 21 d'octubre de 1995   | Kitt Peak            | Spacewatch                           |
| 202906 - | 1995 WW11              | 16 de novembre de 1995 | Kitt Peak            | Spacewatch                           |
| 202907 - | 1996 RH1               | 4 de setembre de 1996  | La Silla             | U. Carsenty, S. Mottola              |
| 202908 - | 1996 TH11              | 11 d'octubre de 1996   | Kitami               | K. Endate                            |
| 202909 - | 1996 TF12              | 11 d'octubre de 1996   | Kuma Kogen           | A. Nakamura                          |
| 202910 - | 1996 VE14              | 5 de novembre de 1996  | Kitt Peak            | Spacewatch                           |
| 202911 - | 1997 EC14              | 3 de març de 1997      | Kitt Peak            | Spacewatch                           |
| 202912 - | 1997 MK8               | 30 de juny de 1997     | Kitt Peak            | Spacewatch                           |
| 202913 - | 1997 NV5               | 7 de juliol de 1997    | Kitt Peak            | Spacewatch                           |
| 202914 - | 1997 PA                | 1 d'agost de 1997      | Haleakala            | NEAT                                 |
| 202915 - | 1997 TR7               | 2 d'octubre de 1997    | Caussols             | ODAS                                 |
| 202916 - | 1997 TK9               | 2 d'octubre de 1997    | Kitt Peak            | Spacewatch                           |
| 202917 - | 1997 WZ5               | 23 de novembre de 1997 | Kitt Peak            | Spacewatch                           |
| 202918 - | 1997 WK20              | 25 de novembre de 1997 | Kitt Peak            | Spacewatch                           |
| 202919 - | 1997 YJ12              | 21 de desembre de 1997 | Kitt Peak            | Spacewatch                           |
| 202920 - | 1997 YP19              | 29 de desembre de 1997 | Xinglong             | Beijing Schmidt CCD Asteroid Program |
| 202921 - | 1998 AM1               | 1 de gener de 1998     | Kitt Peak            | Spacewatch                           |
| 202922 - | 1998 FM31              | 20 de març de 1998     | Socorro              | LINEAR                               |
| 202923 - | 1998 JM3               | 2 de maig de 1998      | Caussols             | ODAS                                 |
| 202924 - | 1998 OK5               | 29 de juliol de 1998   | Caussols             | ODAS                                 |
| 202925 - | 1998 QF29              | 22 d'agost de 1998     | Xinglong             | Beijing Schmidt CCD Asteroid Program |
| 202926 - | 1998 QM84              | 24 d'agost de 1998     | Socorro              | LINEAR                               |
| 202927 - | 1998 SQ85              | 26 de setembre de 1998 | Socorro              | LINEAR                               |
| 202928 - | 1998 ST92              | 26 de setembre de 1998 | Socorro              | LINEAR                               |
| 202929 - | 1998 SZ125             | 26 de setembre de 1998 | Socorro              | LINEAR                               |
| 202930 - | 1998 SG172             | 19 de setembre de 1998 | Apache Point         | SDSS                                 |
| 202931 - | 1998 TB1               | 12 d'octubre de 1998   | Kitt Peak            | Spacewatch                           |
| 202932 - | 1998 TF27              | 15 d'octubre de 1998   | Kitt Peak            | Spacewatch                           |
| 202933 - | 1998 VY40              | 14 de novembre de 1998 | Kitt Peak            | Spacewatch                           |
| 202934 - | 1998 WC39              | 21 de novembre de 1998 | Kitt Peak            | Spacewatch                           |
| 202935 - | 1998 YJ17              | 22 de desembre de 1998 | Kitt Peak            | Spacewatch                           |
| 202936 - | 1998 YL21              | 26 de desembre de 1998 | Kitt Peak            | Spacewatch                           |
| 202937 - | 1999 AL18              | 11 de gener de 1999    | Kitt Peak            | Spacewatch                           |
| 202938 - | 1999 AY18              | 13 de gener de 1999    | Kitt Peak            | Spacewatch                           |
| 202939 - | 1999 AC26              | 15 de gener de 1999    | Caussols             | ODAS                                 |
| 202940 - | 1999 CD5               | 12 de febrer de 1999   | Oizumi               | T. Kobayashi                         |
| 202941 - | 1999 CD14              | 12 de febrer de 1999   | Uenohara             | N. Kawasato                          |
| 202942 - | 1999 CK89              | 10 de febrer de 1999   | Socorro              | LINEAR                               |
| 202943 - | 1999 EO                | 6 de març de 1999      | Kitt Peak            | Spacewatch                           |
| 202944 - | 1999 FM2               | 16 de març de 1999     | Kitt Peak            | Spacewatch                           |
| 202945 - | 1999 FY78              | 20 de març de 1999     | Apache Point         | SDSS                                 |
| 202946 - | 1999 FL96              | 21 de març de 1999     | Apache Point         | SDSS                                 |
| 202947 - | 1999 GC11              | 11 d'abril de 1999     | Kitt Peak            | Spacewatch                           |
| 202948 - | 1999 JU41              | 10 de maig de 1999     | Socorro              | LINEAR                               |
| 202949 - | 1999 JQ87              | 12 de maig de 1999     | Socorro              | LINEAR                               |
| 202950 - | 1999 JB116             | 13 de maig de 1999     | Socorro              | LINEAR                               |
| 202951 - | 1999 RE                | 3 de setembre de 1999  | Ondřejov             | L. Šarounová                         |
| 202952 - | 1999 RW20              | 7 de setembre de 1999  | Socorro              | LINEAR                               |
| 202953 - | 1999 RS45              | 8 de setembre de 1999  | Uccle                | T. Pauwels                           |
| 202954 - | 1999 RU68              | 7 de setembre de 1999  | Socorro              | LINEAR                               |
| 202955 - | 1999 RQ89              | 7 de setembre de 1999  | Socorro              | LINEAR                               |
| 202956 - | 1999 RR91              | 7 de setembre de 1999  | Socorro              | LINEAR                               |
| 202957 - | 1999 RF103             | 8 de setembre de 1999  | Socorro              | LINEAR                               |
| 202958 - | 1999 RQ109             | 8 de setembre de 1999  | Socorro              | LINEAR                               |
| 202959 - | 1999 RA151             | 9 de setembre de 1999  | Socorro              | LINEAR                               |
| 202960 - | 1999 RM156             | 9 de setembre de 1999  | Socorro              | LINEAR                               |
| 202961 - | 1999 RU157             | 9 de setembre de 1999  | Socorro              | LINEAR                               |
| 202962 - | 1999 RU225             | 4 de setembre de 1999  | Catalina             | CSS                                  |
| 202963 - | 1999 RU242             | 4 de setembre de 1999  | Anderson Mesa        | LONEOS                               |
| 202964 - | 1999 TH15              | 12 d'octubre de 1999   | Ondřejov             | P. Kušnirák, P. Pravec               |
| 202965 - | 1999 TK28              | 4 d'octubre de 1999    | Socorro              | LINEAR                               |
| 202966 - | 1999 TE32              | 4 d'octubre de 1999    | Socorro              | LINEAR                               |
| 202967 - | 1999 TH69              | 9 d'octubre de 1999    | Kitt Peak            | Spacewatch                           |
| 202968 - | 1999 TR70              | 9 d'octubre de 1999    | Kitt Peak            | Spacewatch                           |
| 202969 - | 1999 TP77              | 10 d'octubre de 1999   | Kitt Peak            | Spacewatch                           |
| 202970 - | 1999 TF81              | 11 d'octubre de 1999   | Kitt Peak            | Spacewatch                           |
| 202971 - | 1999 TW95              | 2 d'octubre de 1999    | Socorro              | LINEAR                               |
| 202972 - | 1999 TP97              | 2 d'octubre de 1999    | Socorro              | LINEAR                               |
| 202973 - | 1999 TW101             | 2 d'octubre de 1999    | Socorro              | LINEAR                               |
| 202974 - | 1999 TZ113             | 4 d'octubre de 1999    | Socorro              | LINEAR                               |
| 202975 - | 1999 TT121             | 4 d'octubre de 1999    | Socorro              | LINEAR                               |
| 202976 - | 1999 TV129             | 6 d'octubre de 1999    | Socorro              | LINEAR                               |
| 202977 - | 1999 TU159             | 9 d'octubre de 1999    | Socorro              | LINEAR                               |
| 202978 - | 1999 TF165             | 10 d'octubre de 1999   | Socorro              | LINEAR                               |
| 202979 - | 1999 TR202             | 13 d'octubre de 1999   | Socorro              | LINEAR                               |
| 202980 - | 1999 TP222             | 2 d'octubre de 1999    | Socorro              | LINEAR                               |
| 202981 - | 1999 TR238             | 4 d'octubre de 1999    | Catalina             | CSS                                  |
| 202982 - | 1999 TD239             | 4 d'octubre de 1999    | Catalina             | CSS                                  |
| 202983 - | 1999 TL272             | 3 d'octubre de 1999    | Socorro              | LINEAR                               |
| 202984 - | 1999 UR29              | 31 d'octubre de 1999   | Kitt Peak            | Spacewatch                           |
| 202985 - | 1999 VC18              | 2 de novembre de 1999  | Kitt Peak            | Spacewatch                           |
| 202986 - | 1999 VW33              | 3 de novembre de 1999  | Socorro              | LINEAR                               |
| 202987 - | 1999 VU40              | 1 de novembre de 1999  | Kitt Peak            | Spacewatch                           |
| 202988 - | 1999 VW41              | 4 de novembre de 1999  | Kitt Peak            | Spacewatch                           |
| 202989 - | 1999 VP78              | 4 de novembre de 1999  | Socorro              | LINEAR                               |
| 202990 - | 1999 VN101             | 9 de novembre de 1999  | Socorro              | LINEAR                               |
| 202991 - | 1999 VR110             | 9 de novembre de 1999  | Socorro              | LINEAR                               |
| 202992 - | 1999 VG135             | 13 de novembre de 1999 | Kitt Peak            | Spacewatch                           |
| 202993 - | 1999 VP135             | 7 de novembre de 1999  | Socorro              | LINEAR                               |
| 202994 - | 1999 VT138             | 9 de novembre de 1999  | Kitt Peak            | Spacewatch                           |
| 202995 - | 1999 VC142             | 10 de novembre de 1999 | Kitt Peak            | Spacewatch                           |
| 202996 - | 1999 VN166             | 14 de novembre de 1999 | Socorro              | LINEAR                               |
| 202997 - | 1999 VT175             | 12 de novembre de 1999 | Kitt Peak            | Spacewatch                           |
| 202998 - | 1999 VJ183             | 12 de novembre de 1999 | Socorro              | LINEAR                               |
| 202999 - | 1999 VE186             | 15 de novembre de 1999 | Socorro              | LINEAR                               |
| 203000 - | 1999 VC195             | 3 de novembre de 1999  | Catalina             | CSS                                  |